# Gea Johnson
Gea Johnson (* 18. September 1967 in Monticello, Utah) ist eine ehemalige US-amerikanische Bobfahrerin, die an den Olympischen Winterspielen 2002 in Salt Lake City teilnahm. Sie war bis zum Jahr 1999 eine erfolgreiche Leichtathletin im Siebenkampf und wechselte nach Ablauf einer Dopingsperre sechs Monate vor den Olympischen Spielen zum Bobfahren.

## Karriere

### Olympische Winterspiele
Johnson gehörte im Jahr 2002 in Salt Lake City bei den Olympischen Winterspielen 2002 zum kanadischen Aufgebot im Zweierbob. Zusammen mit ihrer Mannschaftskameradin Jean Racine absolvierte sie den olympischen Wettkampf am 19. Februar 2002 im Utah Olympic Park Track und belegte im Bob USA 1 den 5. Platz von fünfzehn teilnehmenden Zweierbobs mit einer Gesamtzeit von 1:38,73 min aus zwei Wertungsläufen.